# 倉橋泰聡
倉橋泰聡（くらはし やすとし、文化12年（1815年）2月2日 - 明治14年（1881年））は、幕末から明治時代にかけての公卿。
安政5年（1858年）、日米修好通商条約締結に反対し、嫡男の倉橋泰顕とともに廷臣八十八卿列参事件に参加した。

## 官歴
- 文政3年（1820年）：従五位下
- 文政12年（1829年）：従五位上、丹波権介
- 天保3年（1832年）：正五位下、右馬頭
- 天保6年（1835年）：従四位下
- 天保9年（1838年）：従四位上
- 天保11年（1840年）：正四位下
- 弘化2年（1845年）：従三位
- 嘉永3年（1850年）：治部卿
- 嘉永4年（1851年）：正三位
- 安政4年（1857年）：踏歌外弁
- 明治元年（1868年）：大蔵卿

## 系譜
- 父：倉橋泰行
- 母：西洞院信庸の娘
- 子：倉橋泰顕
- 子：倉橋泰清